# Jakarinitangara
Jakarinitangara (Volatinia jacarina) är en fågel i familjen tangaror inom ordningen tättingar.

## Utseende och läte
Jakarinitangara är en liten (8,7–10,9 cm) finkliknande tätting med spetsig konformad näbb. Hona och hane utanför häckningstid är brun med streckat bröst. Hanen, som i häckningsdräkt är helt blåsvart, utför en spelflykt med en kort och sträv fras som upprepas om och om igen.

## Utbredning och systematik
Jakarinitangara placeras som enda art i släktet Volatinia. Den delas in i tre underarter med följande utbredning:
- Volatinia jacarina splendens – norra Mexiko till norra Sydamerika samt Grenada och Trinidad och Tobago
- Volatinia jacarina peruviensis – torra Stillahavssluttningen i Ecuador, Peru och allra nordligaste Chile
- Volatinia jacarina jacarina – sydöstra Peru till östra Bolivia, Paraguay, centrala och östra Brasilien och norra Argentina

### Familjetillhörighet
Liksom andra finkliknande tangaror placerades denna art tidigare i familjen Emberizidae. Genetiska studier visar dock att den är en del av tangarorna.

## Levnadssätt
Jakarinitangaran är en rätt vanlig fågel i ogräsrika och buskiga fält, jordbruksmark och andra öppna gräsmarker i tropiska låglänta områden och lägre bergstrakter. Utanför häckningstid formar den stora flockar, ibland med flera hundra individer. Födan består huvudsakligen av frön, men även insekter och bär.

## Status
Arten har ett mycket stort utbredningsområde och beståndet tros öka i antal. Internationella naturvårdsunionen IUCN listar den därför som livskraftig (LC). Världspopulationen uppskattas till 50 miljoner vuxna individer.

## Namn
Fågeln har fått sitt svenska och vetenskapliga artnamn från Tupí-namnet Jacarini som betyder "hon som flyger upp och ner" och som används för en sorts fink.

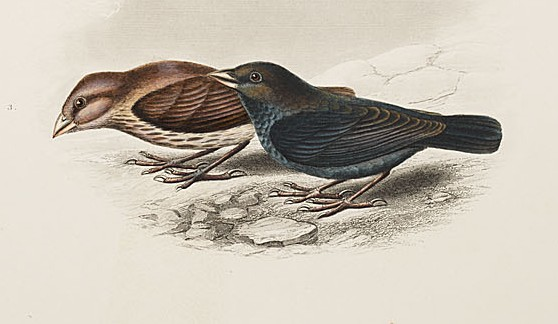